# Ван Дале, Йоп
Йоханнес «Йоп» Корнелис ван Дале (нидерл. Johannes Cornelis «Joop» van Daele; 14 августа 1947, Роттердам, Южная Голландия — 7 мая 2025) — нидерландский футболист, защитник.

## Карьера

### Клубная карьера
В футболе дебютировал в 1960 году в молодёжной команде клуба «Фейеноорд», а в 1967 году начал играть в основном составе. В 1970 году вместе с клубом выиграл Кубок европейских чемпионов и Межконтинентальный кубок. Ван Дале забил победный гол в финале Межконтинентального кубка и во время празднования гола аргентинцы сорвали с него очки, а Карлос Пачаме раздавил их. Вместе с «Фейеноордом» трижды становился чемпионом Нидерландов.
В 1977 году перешёл в «Фортуну» (Ситтард), где играл на протяжении трёх сезонов, приняв участие в 102 матчах. Завершил карьеру футболиста в 1981 году в клубе «Эксельсиор» (Роттердам).

### Тренерская карьера
После завершения карьеры ван Дале работал ассистентом главного тренера в клубе «Фортуна» (Ситтард), а также возглавлял тренерский штаб команды «Эксельсиор» (Роттердам).
В 2006 году был назначен скаутом в клубе «Фейеноорд».

### Смерть
Скончался 7 мая 2025 года в возрасте 77 лет.

## Достижения
«Фейеноорд»
- Чемпион Нидерландов (3): 1968/69, 1970/71, 1973/74
- Обладатель Кубка Нидерландов: 1968/69
- Обладатель Кубка европейских чемпионов: 1969/70
- Обладатель Межконтинентального кубка: 1970
- Обладатель Кубка УЕФА: 1973/74